# Camellia lanceolata
Camellia lanceolata är en tvåhjärtbladig växtart som först beskrevs av Carl Ludwig von Blume, och fick sitt nu gällande namn av Berthold Carl Seemann. Camellia lanceolata ingår i släktet Camellia och familjen Theaceae. Inga underarter finns listade i Catalogue of Life.